# Selma Ergeç
Selma Ergeç (* 1. listopadu 1978) je turecko-německá herečka, vítězka soutěže krásy, modelka, designérka, filoložka, psycholožka a doktorka.

## Život a kariéra
Narodila se v Hammu v Německu, vystudovala filozofii a psychologii na univerzitě Westfalia Wilhems v Münsteru. Modelingu se začala věnovat v roce 2000. Zahrála si manželku Uğur Polata ve filmu Sis ve Gece, ale nejvíce ji proslavila role sestry sultána Sulejmana Hatice Sultan v seriálu Velkolepé století. Mluví plynně německy, anglicky, turecky, pasivně francouzsky a trochu se dorozumí i italsky.
V září 2015 se provdala za Cana Öze. Svatba se konala v jejím rodném městě v Německu.

## Filmografie
| Rok  | Film                    | Role              | Poznámky |
| ---- | ----------------------- | ----------------- | -------- |
| 2015 | The Ghosts of Garip     | Nina              |          |
| 2014 | Kırımlı: Korkunç Yıllar | Maria Koseckhi    |          |
| 2013 | Senin Hikayen           | Esra              |          |
| 2010 | Ses                     | Derya             |          |
| 2007 | Sis ve Gece             | Mine              |          |
| 2006 | Beş Vakit               | učitelka          |          |
| 2006 | The Net 2.0             | hotelová recepční |          |

| Rok     | Seriál            | Role            | Poznámky        |
| ------- | ----------------- | --------------- | --------------- |
| 2014-15 | Gönül İşleri      | Saadet          |                 |
| 2011-13 | Velkolepé století | Hatice Sultan   | hlavní role     |
| 2010    | Kalp Ağrısı       | Azize           | pouze 14 epizod |
| 2007-9  | Asi               | Defne Kozcuoğlu | 71 epizod       |
| 2005    | Şöhret            | Natalie         |                 |
| 2005    | Körfez ateşi      |                 |                 |
| 2005    | Yarım elma        | Ayça            |                 |